# Islam Grčki
Islam Grčki je selo na području grada Benkovca, u Zadarskoj županiji, u Hrvatskoj.

## Stanovništvo
Prema popisu stanovništva iz 2021. ima 150 stanovnika.
| broj stanovnika | 480   | 665   | 561   | 552   | 621   | 846   | 703   | 843   | 1117  | 1152  | 1277  | 1400  | 1239  | 1139  | 108   | 150   | 150   |
|                 | 1857. | 1869. | 1880. | 1890. | 1900. | 1910. | 1921. | 1931. | 1948. | 1953. | 1961. | 1971. | 1981. | 1991. | 2001. | 2011. | 2021. |

### Demografija
Prema popisu stanovništva iz 2011. godine ima 150 stanovnika (13,17 % predratnog stanovništva).
Mjesto ima većinsko srpsko stanovništvo.
Prema popisu stanovništva iz 1991. godine, 87 % mještana sela bili su Srbi (991/1139), 9,39 % bili su Hrvati (107/1139), ostalih 3,61 % (41/1139).

## Znamenitost
- Kula Stojana Jankovića

## Šport
- NK Jedinstvo Islam Grčki